# Konrad Streiter
Konrad Streiter (* 22. August 1947) ist ein österreichischer Politiker (ÖVP) und ehemaliger Landesrat in Tirol.
Streiter ist gelernter Schlossermeister und wurde später Geschäftsführer von Elektra-Bregenz in Vomp. Er lebt in Vomp, Bezirk Schwaz.

## Politische Karriere
Streiter ist Mitglied der Tiroler Volkspartei (Landesgruppe der ÖVP), war Gemeinderat in Vomp, 1990 bis 1993 Bürgermeister der Gemeinde Vomp, und ÖVP-Bezirksparteiobmann von Schwaz. Vom 24. September 1993 bis 31. Dezember 2005 war Streiter Landesrat in Tirol. In der II. Regierung von Landeshauptmann Herwig van Staa war er zuständig für Wohnbau, Wasserrecht, Sicherheit, Feuerwehren, Statistik, Bauten, Verteidigung und Katastrophenschutz. Am 19. Dezember 2005 kündigte Streiter seinen Rücktritt als Landesrat an.
Anschließend erhielt er einen Beratervertrag bei der landeseigenen Tiroler Wasserkraft AG (TIWAG). Dies wird als Versorgungsposten kritisiert.